# Girmi
Girmi est une entreprise industrielle italienne spécialisée dans le petit électroménager qui a successivement été détenue par le groupe industriel français Moulinex entre 1989 et 1994, puis par Bialetti Industrie jusqu'en 2004 et fait désormais partie du groupe italien Trevidea.

## Histoire
La société est née en 1919 sous la dénomination Cooperativa " La Subalpina". Elle a été fondée à Omegna au Piémont par 6 associés, pour produire des ustensiles de cuisine pour les particuliers et des articles spécifiques pour les parfumeries et les coiffeurs.
Au début de la Seconde Guerre mondiale, en 1940, toutes les parts de la coopérative, qui comptait 45 salariés, sont rachetées par un des fondateurs associés non mobilisé, Mario Caldi. À la fin de la guerre, la gamme de produits évolue et se concentre sur les articles pour la toilette et l'équipement des salles de bains. C'est à cette époque que le fils de Mario Caldi, Carlo Caldi, à son retour de voyage de noces, est intégré par son père à la direction de l'entreprise. Il bouleverse la gamme de produits et introduit de nombreux articles de petit électroménager.
En 1954, La Subalpina lance sur le marché le "Frullo", le premier mixeur de conception et production italienne, deux ans plus tard, en 1956, le "Mokaro" premier moulin à café électrique italien et, en 1957, un nouveau mixeur le "Girmi", contraction de "gira" (tourne en italien) et "miscela" (mélange en italien), qui connaîtra un énorme succès en Italie et sera largement exporté.
En 1961, la marque La Subalpina S.p.A. devient Girmi - La Subalpina S.p.A. puis simplement Girmi S.p.A. en 1971.
La marque Girmi s'affirme très rapidement sur le marché italien avec une très large gamme d'appareils de petit électroménager comme les fers à repasser, les fours électriques, les mixeurs de tous types, les machines à faire les glaces, les machines à café, les moulins à café, les grille pains etc. Durant les années 1980, les effectifs atteignent 440 salariés en Italie et la société est rachetée par le groupe américain Allegheny Technologies.
En 1989, la société est rachetée par le groupe français Moulinex déjà en difficulté mais qui veut se développer sur le marché italien où il est inconnu. La gamme Girmi est en partie sacrifiée au profit de produits Moulinex bas de gamme rebadgés Girmi. Seule une petite partie les modèles Girmi est exportée mais le volume est réduit pour ne pas trop concurrencer les produits français. La société Girmi est mise en accusation en Italie et Moulinex dans tous les autres pays, à la suite de nombreux accidents survenus avec des mixeurs fabriqués par Moulinex mais commercialisés sous la marque Girmi. La justice condamnera lourdement la compagnie française pour faute de conception et de fabrication et ne pas avoir retiré du marché les appareils défectueux alors que les premiers accidents graves étaient avérés,.
À la suite de ces incidents, Moulinex, quasiment en faillite, cède Girmi à un groupement italien conduit par Adolfo Carulli avec la Banque Populaire de Intra qui sera intégrée dans Veneto Banca en 2010.
En 2004, la société est rachetée par le groupe italien Bialetti Industrie, le grand spécialiste des cafetière italienne moka diversifié dans les ustensiles ménagers.
En 2015, après une réorganisation du groupe, Bialetti Industrie cède la société d'électroménager Girmi au groupement Trevidea, filiale électroménager du groupe Trevi S.p.A..